# Hinrich Lipperade der Jüngere

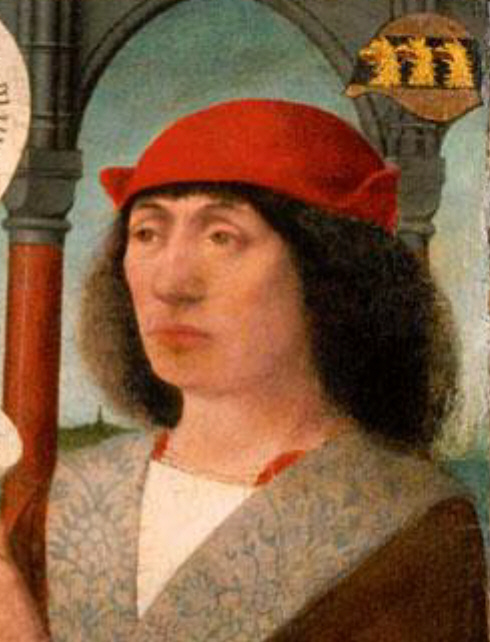
Hermen Rode: Hinrich Lipperade d. J.

Hinrich Lipperade († 1494) war ein im letzten Viertel des 15. Jahrhunderts als Kaufmann und Ratsherr bedeutender Finanzpolitiker der Hansestadt Lübeck.

## Leben
Er war Sohn des 1470 verstorbenen Kaufmanns und Ratsherrn Heinrich Lipperade (der Ältere). Der Großvater Hermann Lipperade († nach 1396) war aus dem Lippischen nach Lübeck eingewandert.
Hinrich Lipperade der Jüngere wurde fünf Jahre nach dem Tode seines Vaters in den Rat gewählt. Für die Jahre 1484, 1486–1487, 1489–1490 und 1492 ist er als Kämmereiherr belegt. Auf dem Hansetag des Jahres 1487 in Lübeck wurde er in die Rechnungsprüferkommission für das Kontor der Hanse in London, den Stalhof, gewählt. Darüber hinaus ist er für das Jahr 1491 als Teilnehmer an den Verhandlungen in Wismar über eine Verständigung in der Rostocker Domfehde zwischen der Hansestadt Rostock und den Herzögen von Mecklenburg und in Lübeck mit Gesandten Dänemarks wegen der Rückgabe eines beschlagnahmten Schiffes belegt.
Wie auch schon sein Vater, so wurde auch er im Jahr 1479 Mitglied der Zirkelgesellschaft. Sein Porträt als Stifter eines Tafelbildes, welches möglicherweise für den Michaeliskonvent oder das Grönauer Siechenhaus von dem Lübecker Maler Hermen Rode geschaffen worden war, befindet sich im Lübecker St.-Annen-Museum.

## Belege
1. ↑  Ratslinie Nr. 524; seit 1443 Mitglied der Zirkelgesellschaft.
2. ↑  Tafelbild als Ganzes auf dem Museumsserver Schleswig-Holstein

| Personendaten    | Personendaten                  |
| ---------------- | ------------------------------ |
| NAME             | Lipperade, Hinrich der Jüngere |
| ALTERNATIVNAMEN  | Lipperade, Hinrich             |
| KURZBESCHREIBUNG | Lübecker Kaufmann und Ratsherr |
| GEBURTSDATUM     | vor 1470                       |
| STERBEDATUM      | 1494                           |